# Vương An Thạch
Vương An Thạch (chữ Hán: 王安石 Wang Anshi; 18 tháng 12 năm 1021 – 21 tháng 5 năm 1086), tự Giới Phủ (介甫), hiệu Bán Sơn Lão Nhân (半山老人 Banshan Laoren), người ở Phủ Châu, Lâm Xuyên (nay là huyện Đông Hương, tỉnh Giang Tây), là một nhà văn nổi tiếng thời nhà Bắc Tống và cũng là nhà kinh tế, chính trị lỗi lạc trong lịch sử Trung Quốc.

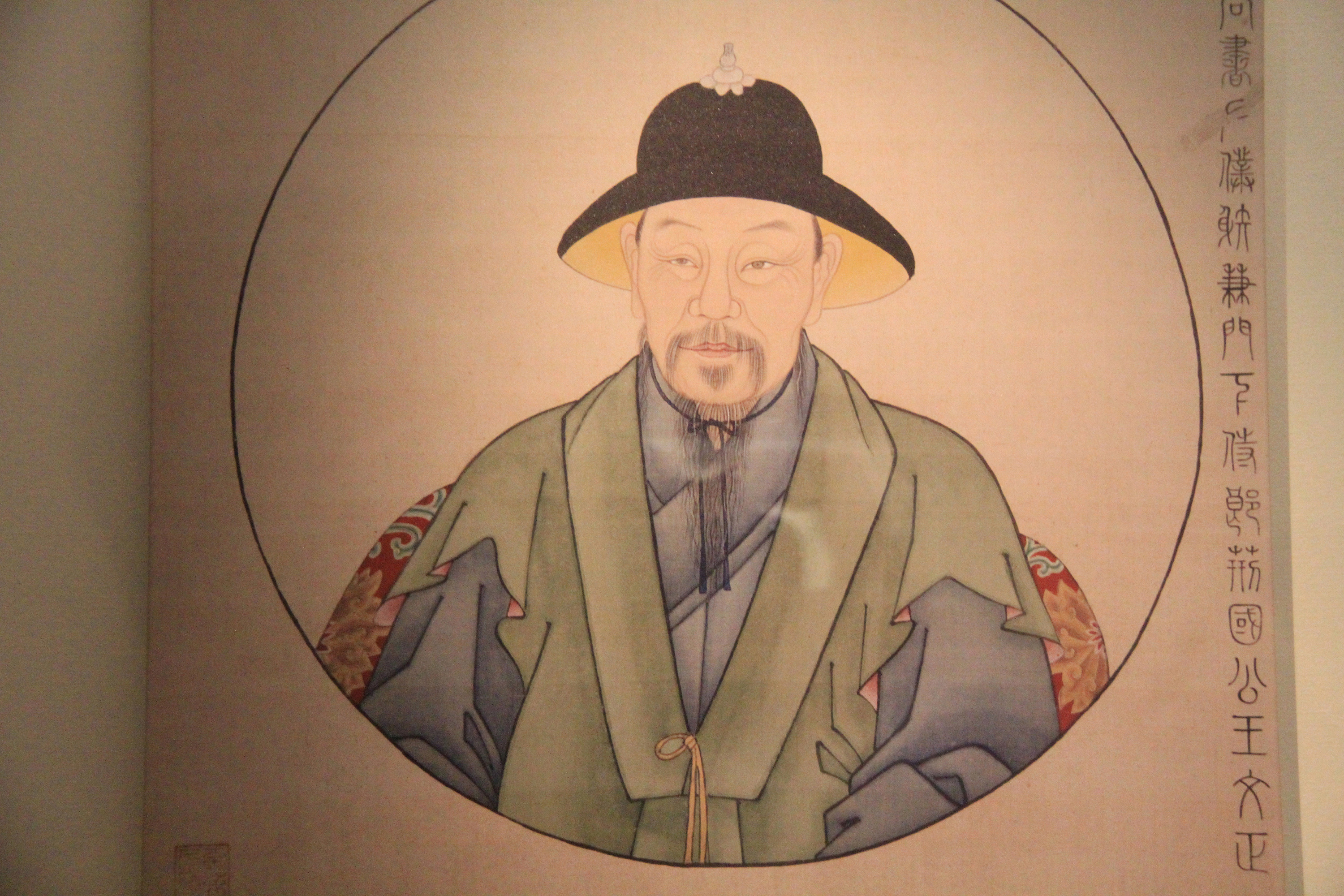
Chân dung Vương An Thạch (Hiện vật thuộc Bảo tàng Quốc gia Trung Quốc)

## Tham gia chính sự lần thứ nhất
Ông xuất thân trong gia đình khoa bảng. Cha đẻ là Vương Ích. Đỗ tiến sĩ năm Khánh Lịch thứ 2 (1042) đời Tống Nhân Tông. Cùng năm, được bổ dụng làm trợ lý cho quan đứng đầu thủ phủ tỉnh Dương Châu. Năm 1047, ông được thăng tri huyện Ninh Ba, tỉnh Chiết Giang. Năm 1051, ông được cử đến Thương Châu làm thông phán. Hết nhiệm kì này ông được điều về kinh đô. Năm 1057, ông làm tri châu Thương Châu, tỉnh Giang Tô. Năm 1058 ông lại được điều đi làm quan hình ngục Giang Đông, trông coi việc tư pháp và hành chính Giang Nam. Đến cuối năm này, sau 17 năm làm quan địa phương, ông đã viết một bài trình lên Tống Nhân Tông, nêu rõ các trì trệ hiện thời của Bắc Tống và nêu lên các biện pháp khắc phục, áp dụng tân pháp để cải cách chế độ kinh tế-xã hội, quân sự của nhà Tống nhưng thất bại do sự chống đối của các tầng lớp quan lại đương thời. Trải qua một thời gian dài hai đời vua Tống Nhân Tông và Tống Anh Tông, sau khi về chịu tang mẹ 3 năm ở quê nhà, ông ở lại đó và mở trường dạy học.
Lúc còn trẻ, ông đã ưa chuộng Nho học và dốc lòng vào việc quan. Khi tuổi về già, do việc quan không đắc ý, nên ông đem lòng say mê nghiên cứu Phật học. Phật giáo lúc bấy giờ thiên về Thiền tông, có ảnh hưởng rất lớn đối với học thuật Trung Quốc đời Tống.
Tuy nhiên, sai lầm lớn nhất của ông là xúi giục vua Tống xua quân xâm chiếm Đại Việt để lấy uy với nước Liêu và Tây Hạ (đang có xung đột với Tống ở phía Bắc). Rốt cục quân Tống không những không đánh thắng được Đại Việt, bị hao binh tổn tướng rất nhiều mà còn bị Đại Việt đem quân đánh phá 3 châu Khâm, Liêm, Ung.

## Tham gia chính sự lần thứ hai
Năm 1068, Tống Thần Tông lên làm vua, triều đình nhà Tống gặp phải tình huống khủng hoảng về quân sự, chính trị, kinh tế, xã hội. Tống Thần Tông lên ngôi và triệu ông về kinh đô Biện Kinh, phong làm Hàn lâm viện Học sĩ. Năm 1069 ông được thăng Tham tri chính sự. Năm 1070, Vương An Thạch được cử làm Tể tướng, đã đề ra chính sách cải cách kinh tế, dựng ra phép "... Bảo Giáp, Bảo Mã làm dân bớt bị quấy, thêm giàu; làm quốc khố dồi dào, làm binh lực nước mạnh" nhằm cứu vãn tình thế khó khăn trong nước và sự uy hiếp của hai nước Liêu – Hạ ở phía Bắc và Tây Bắc Trung Quốc, đồng thời có ý đồ mở rộng lãnh thổ xuống phương Nam (trong đó có Đại Việt). Tân pháp của ông xét theo quan điểm của kinh tế học hiện đại gần với tính chất của một nền kinh tế kế hoạch hóa và phúc lợi công cộng. Để thủ tiêu việc đầu cơ tích trữ và độc quyền, ông cũng đã đưa ra một hệ thống giá cả cố định, đề ra việc trả lương bổng và trợ cấp hưu trí cho quan lại cũng như trợ cấp cho những người khó khăn v.v.

### Nội dung tân pháp
Vương An Thạch đặt ra 3 phép về việc tài chính và 2 phép về việc quân binh.
- Tài chính:
  1. Phép thanh miêu: khi lúa còn xanh thì nhà nước cho dân vay tiền, đến khi lúa chín thì dân lại phải trả tiền lại, tính theo lệ nhà nước đã định mà trả tiền lãi.
  2. Phép miễn dịch: cho những người dân đinh mà ai không phải sưu dịch thì được nộp tiền, để nhà nước lấy tiền ấy thuê người làm.
  3. Phép thị dịch: đặt ra một sở buôn bán ở chốn kinh sư, để có những hàng hóa gì dân sự bán không được thì nhà nước mua thu cả lấy mà bán. Những nhà buôn ai cần phải vay tiền thì cho vay, rồi cứ tính theo lệ nhà nước mà trả tiền lãi.
- Quân binh:
  1. Phép bảo giáp: lấy dân làm lính. Chia ra 10 nhà làm một bảo, 500 nhà làm một đô bảo. Mỗi bảo có đặt hai người chánh phó để dạy dân luyện tập võ nghệ.
  2. Phép bảo mã: nhà nước giao ngựa cho các bảo phải nuôi, có con nào chết thì dân phải theo giá đã định mà bồi thường lại.

Tân pháp, hay còn gọi là biến pháp là những chủ trương cải cách đầy tiến bộ thông qua các đạo luật. Khi năm phép ấy thi hành ra thì sự chống đối của các tầng lớp quan lại lên cao. Họ cho là trái với chế độ và phong tục cũ từ thời Tam Hoàng - Ngũ Đế nhất là các quan lại theo cựu đảng như Tư Mã Quang, Tô Thức, Âu Dương Tu. Biến pháp Vương An Thạch được tiến hành một thời gian, và bị các thành phần khác ghen ghét, đấu tranh chống lại luật "thu thuế lúc lúa đang xanh" nên ông đã bị bãi chức lần thứ nhất. Giai đoạn từ 1070 đến 1075, ông mạnh tay thực hiện các biện pháp cải cách của mình.
Ông còn cho sửa đổi lại hệ thống thi cử quốc gia, làm cho nó ít lệ thuộc vào Tứ Thư, Ngũ Kinh mà dựa trên cơ sở những kiến thức có giá trị thực tiễn. Điều này cũng làm cho tầng lớp quý tộc và quan lại theo trường phái Khổng Tử khó chịu.
Khoảng tháng 6 năm 1074, thấy không làm được gì, ông xin từ chức. Nhưng tình hình càng trở nên phức tạp hơn. Đến tháng 3 năm 1075, Vương An Thạch lại được vua Tống triệu về chấp chính. Lần này, thì lại có làn sóng chống "luật miễn dịch" của ông. Hàng nghìn người kéo đến trước cửa nhà ông để làm náo động. Sau này, ông cử người đi điều tra sự thật và phát hiện ra phái chống đối đã giở thủ đoạn làm cho việc thi hành bị sai với đường lối ban đầu nên đã giải thích cho dân hiểu rõ sự thật.
Giai đoạn từ năm 1073 đến năm 1077, ông cho tiến hành luật Thị dịch. Phái chống đối ngày càng hành động quyết liệt hơn. Ông bị chỉ trích với 7 tội lớn. Tằng Bố còn đâm ông bị thương. Thực tế, trong hai năm thi hành luật Thị dịch, cuộc sống ở kinh thành ổn định hơn. Vào năm 1076, Vương An Thạch lại được vua vời ra làm Tể tướng. Tháng 10 năm đó, vua lại phế chức ông, đồng thời ông cũng xin từ chức do vua không nghe theo các cải cách khác của ông.
Tống Thần Tông trở thành người chỉ đạo cải cách sau khi Vương An Thạch từ chức, nhưng sau này, do tổn thất quá nặng nề trong cuộc xâm lược của Tây Hạ, nhà vua không còn hứng thú gì đến việc cải cách. Năm 1085 Tống Thần Tông qua đời, Tống Triết Tông mới 10 tuổi lên ngôi vua, nhà vua bổ nhiệm Tư Mã Quang làm Tể tướng. Một năm sau khi Tư Mã Quang chấp chính, các biện pháp cải cách bị loại bỏ gần hết.
Tháng 10, năm Hi Ninh thứ 9 (1076) Vương An Thạch quay về Giang Ninh. Ông trồng cây, làm vườn và sinh sống ở đây hơn 10 năm.
Ông hưởng thọ 64 tuổi, ôm hận "Biến pháp cải cách" thất bại. Biến pháp của ông đả kích mạnh mẽ vào quyền lợi của các đại quan, địa chủ, thương nhân, quý tộc cung đình và hoàng thân quốc thích, hạn chế đặc quyền của chúng, đương đầu với các thế lực thủ cựu. Ông bị bốn phía chĩa mũi dùi tấn công khiến ông chán nản và đi dần đến thất bại.
Ông sống cuộc đời giản dị, không ham tiền tài danh vọng. Một danh nhân đương thời tặng ông biệt hiệu "Xem phú quý như phù vân, một vĩ nhân". Ông được người đời sau tôn là một trong "Đường Tống bát đại gia" (tám đại văn hào của đời Đường và đời Tống).

## Văn chương
Ông là một trong bát đại gia về văn xuôi và thơ phú từ thế kỷ 7 đến thế kỷ 13 ở Trung Quốc, gồm có: Hàn Dũ, Liễu Tông Nguyên đời Đường, Âu Dương Tu, Tô Tuân, Tô Thức, Tô Triệt, Tăng Củng và ông.

### Thơ
Bài thơ Tết Nguyên Đán của ông
| 元日 爆竹聲中一歲除 春風送暖入屠蘇 千門萬戶曈曈日 總把新桃換舊符 | Nguyên Nhật Bộc trúc thanh trung nhất tuế trừ Xuân phong tống noãn nhập Đồ Tô Thiên môn vạn hộ đồng đồng nhật Tổng bả tân đào hoán cựu phù |

đã được nhiều người dịch
| Tết Nguyên Đán Hết một năm rồi, tiếng pháo đưa Gió xuân thổi ấm chén đồ tô Ngàn cửa muôn nhà vừa rạng sáng Đều đem đào mới đổi bùa xưa. (Trần Trọng San) | Tết Nguyên Đán Pháo trúc kêu vang hết một năm Rượu Đồ Tô uống đón mừng xuân Hỡi xuân nồng hậu, muôn nhà sáng Thả đào tống cựu, đón bình an. (bản dịch khác) |

Ngoài ra ông còn để lại nhiều bài khác như Minh phi khúc.

### Giai thoại
Giữa Vương An Thạch và Tô Thức có một giai thoại lý thú.
Tô Đông Pha đọc thơ của Vương An Thạch, thấy có hai câu:
Minh nguyệt sơn đầu khiếu
Hoàng khuyển ngọa hoa tâm
Đông Pha chê là vô lý: trăng sáng sao lại hót ở đầu núi, chó vàng sao lại nằm trong lòng hoa được?
Do nghĩ như vậy nên Đông Pha lấy bút sửa chữ khiếu ra chữ chiếu, sửa chữ tâm thành chữ âm, thành ra:
| Minh nguyệt sơn đầu chiếu Hoàng khuyển ngọa hoa âm | Trăng sáng soi đầu núi Chó vàng nằm dưới hoa |

Sau đó, Tô Đông Pha bị đổi tới một nơi ở phía nam. Ở đó, Đông Pha thấy một loài chim tên là Minh nguyệt, và một loài sâu tên là Hoàng khuyển. Lúc đó, Đông Pha nhớ lại hai câu thơ của Vương An Thạch, có nghĩa là:
Con chim Minh nguyệt hót ở đầu núi
Con sâu Hoàng khuyển nằm giữa đóa hoa
Lúc ấy Đông Pha mới biết kiến thức của mình còn kém họ Vương nhiều.